# Aszchen
Aszchen (orm. Աշխեն) (ur. 260–280, zm. 341 w Garni) – królowa Armenii jako żona Tiridatesa III.

## Życiorys
Aszchen urodziła się między 260 a 280 rokiem jako córka władcy Alanów. W 297 roku poślubiła króla Armenii Tiridatesa III. Para miała troje dzieci – syna Chosroesa II (który został kolejnym królem Armenii) oraz dwie córki: Salome i drugą, nieznaną z imienia.
Według tradycyjnych przekazów król Tiridates III został cudownie uzdrowiony przez Grzegorza Oświeciciela, w następstwie czego przyjął chrzest w 301 roku, a chrześcijaństwo uznał za religię państwową.
Po śmierci Tiridatesa Aszchen razem z siostrą króla Chosrowiducht zamieszkały w Garni.
Królowa Aszchen jest uważana za świętą przez kościół katolicki oraz Apostolski Kościół Ormiański, w którym jej święto (razem z Tiridatesem III i jego siostrą Chosrowiducht) przypada na piątą sobotę po święcie Zesłania Ducha Świętego.